# حاتم طائی (فیلم)
حاتم طائی فیلمی به کارگردانی و نویسندگی محمدعلی فردین محصول سال ۱۳۴۵ است.

## خلاصه داستان
گوران خان تصمیم دارد پونه، دختر حاتم، را برای عباس خواستگاری کند...

## بازیگران
- محمدعلی فردین
- پوری بنایی
- همایون
- پوران
- هوشنگ بهشتی
- محسن آراسته
- اکبر خواجوی
- هوشنگ سارنگ
- غلامحسین بهمنیار
- ایران قادری
- عبدالله محمدی
- حسن رضیانی
- رستم خانی
- منصور سپهرنیا
- تبریزی